# Château de Sombreffe
Le château de Sombreffe est un château fort de plaine situé à Sombreffe en Belgique dans la province de Namur (Région wallonne). Son origine remonte au XIIIe siècle. Il est classé au Patrimoine majeur de Wallonie.

## Histoire
Le château est à l'origine une forteresse de la ligne de défense du duché de Brabant (comme Corroy-le-Château, Gembloux, Opprebais et Walhain). Au XIIIe siècle, il était un simple donjon appartenant aux seigneurs d'Orbais. 

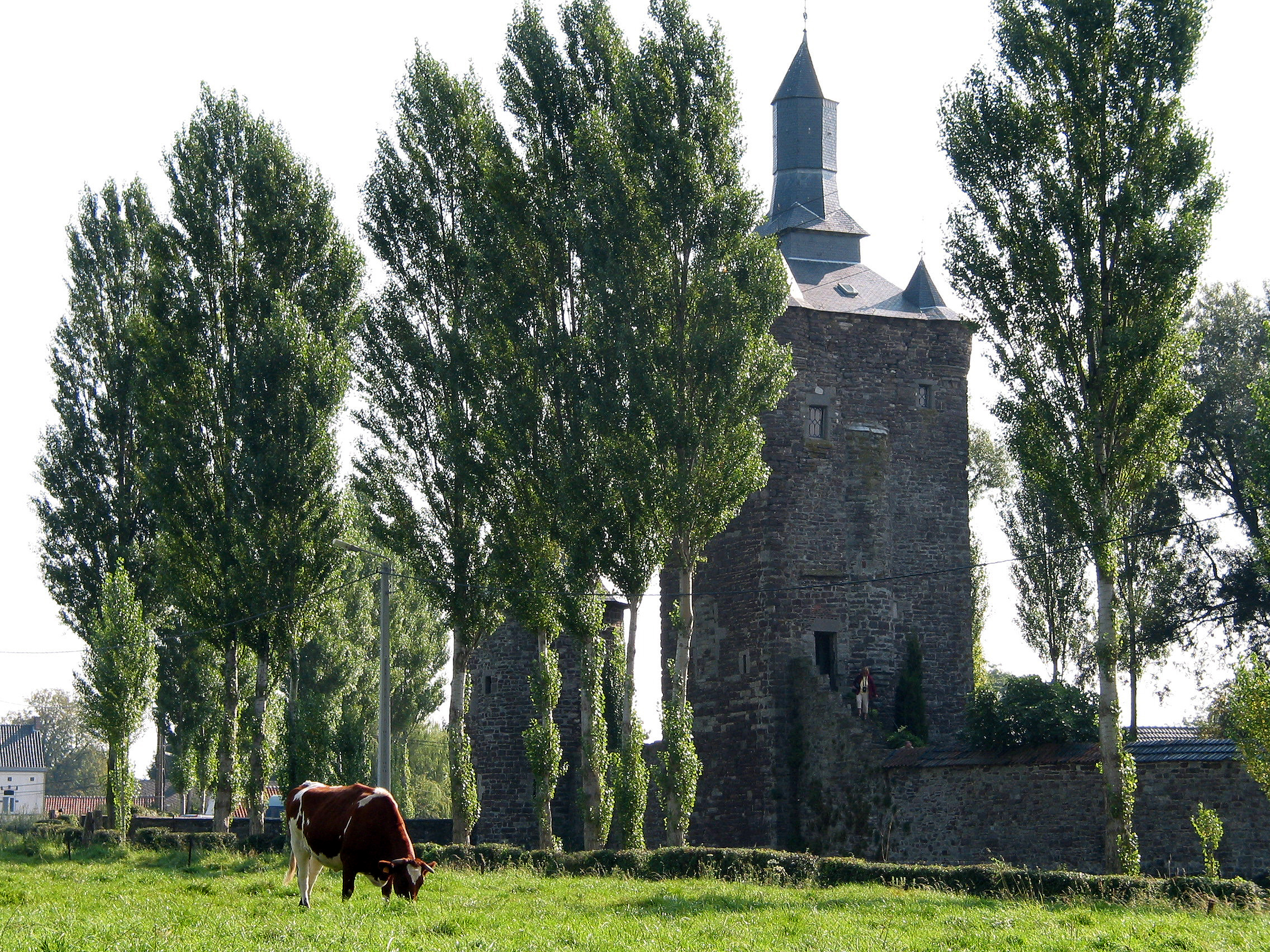

Dans le courant du même siècle, cette famille l'entoura d'une enceinte en moellons non appareillés. Plus tard, une seconde enceinte et le donjon nord en moellons de grès vinrent renforcer le système défensif du château.
En 1446, le château passe par mariage à la famille Vernembourg, et celle-ci le
garde jusqu'en 1543. Il est ensuite la propriété des familles Culembourg, Lalaing, Ligne, Oignies et enfin aux comtes de Lannoy de la Motterie.
À la fin du XVIe siècle, la partie supérieure du donjon central où était située la demeure seigneuriale est la proie d'une incendie mais est reconstruite en briques au début du siècle suivant.
Au milieu du XVIIIe siècle, un nouveau logis est construit, par le Comte Eugène de Lannoy de la Motterie Gouverneur Militaire de Bruxelles, à côté du donjon central. Des bâtiments agricoles seront adjoints au château au XIXe siècle.
C'est grâce à cette dernière vocation moins guerrière, que le château nous est parvenu sans trop de dommages et que les propriétaires actuels peuvent faire revivre ce magnifique ensemble architectural médiéval.
La veille de la fameuse bataille de Ligny du 16 juin 1815, le général Von Pirch (I) commandant du IIe corps de l'armée prussienne de Blücher, y installa son quartier.

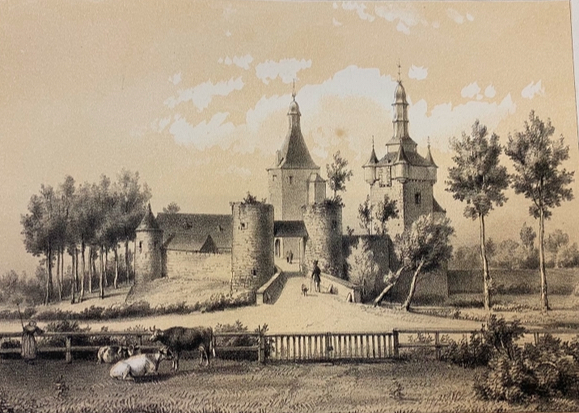
Le château de Sombreffe en 1844